# Georges Berger
Georges Berger (14 de setembro de 1918 — 23 de agosto de 1967) foi um automobilista belga que disputou dois Grandes Prêmios de Fórmula 1.